# Swagbucks
Swagbucks ist ein von Prodege LLC betriebener Betreiber von Belohnungs- und Treueprogrammen mit Sitz in El Segundo, Kalifornien.

## Geschichte
Die Website von Swagbucks ist Eigentum von Prodege, einem Anbieter von digitalen Dienstleistungen, einschließlich eines Online-Belohnungsportals (Swagbucks), Content-Vertriebsplattformen (Yowgo, nCrave) und einer Online-Polling-Technologieplattform (SodaHead).
Im Jahr 2006 führte Prodege sein erstes Produkt ein: Eigenmarken-Suchmaschinen, die es Wohltätigkeitsorganisationen ermöglichten, Gelder zu beschaffen, indem ihre Unterstützer Internet-Suchen durchführten. Anfang 2007 entwickelte Prodege ein zweites Suchtreue-Produkt, das es Prominenten, Marken und Sportmannschaften ermöglichte, Fans über ihr eigenes Markenprämienprogramm mit „Swag“-Produkten zu begeistern. Musiker wie Kanye West und Kiss sowie Sportobjekte wie WWE und die Indianapolis Colts gehörten zu den Nutzern der Plattform. Im Februar 2008 startete Prodege sein aktuelles Geschäft, Swagbucks.com – unter den Mitbegründern Josef Gorowitz und Scott Dudelson – und führte den SB als digitale Währung ein, die für die Aktivitäten in seinem gesamten Netzwerk von Websites verdient wurde.
Im Januar 2013 ernannte Prodege-Gründer Josef Gorowitz den ehemaligen Shopzilla- und Fandango-CEO Chuck Davis zum Vorstandsvorsitzenden des Unternehmens.
Im Mai 2014 gab Prodege bekannt, dass Technology Crossover Ventures (TCV) 60 Millionen Dollar in Prodege, Muttergesellschaft von Swagbucks und anderen Portfoliomarken, investiert hatte und dass Prodege auch den Executive Chairman Chuck Davis zum neuen CEO und Chairman ernannt hatte, während Josef Gorowitz den Titel des Gründers und Präsidenten übernahm. Dies war die erste externe Investition des Unternehmens. Bereits vor der TCV-Investition war Prodege vollständig einsatzbereit und wuchs 2013 auf 53 Millionen Dollar an profitablen Einnahmen.
Im Juli 2014 gab Prodege die Übernahme von SodaHead.com bekannt, einer von Jason Feffer gegründeten Technologieplattform für Online-Umfragen, die von Chris Dominguez, CEO von SodaHead.com, und Jason Feffer, Gründer von Prodege, in das Führungsteam von Prodege aufgenommen wurde. SodaHead betreibt eine Verbraucher-Website und bietet Medienpartnern wie ESPN, FOX News und Good Morning America Umfragen an.

## Webseite
Mitglieder des Swagbucks-Programms können SB auf verschiedene Weise über die Swagbucks-Website und mobile Apps verdienen und einlösen. Während ein einzelner SB im Allgemeinen 1 Cent wert ist, kann der Wert höher sein, wenn er für bestimmte Belohnungen verwendet wird.

## Funktionen und Möglichkeiten
Eine mobile Version der Swagbucks-Seite ist für die Nutzung auf Smartphones wie iPhone und Android-Geräten verfügbar. Es handelt sich um eine abgespeckte Version der regulären Website, die weniger Funktionen enthält, aber für die Nutzung über den Touchscreen optimiert ist.
Verdienen:
- Suche: Genau wie die normale Website können Benutzer über die mobile Website suchen und regelmäßig SB verdienen.
- Sonderangebote: Eine mobile Version der Sonderangebote auf der regulären Swagbucks-Seite.
- Tägliche Umfrage: Auch auf der regulären Website verfügbar, eine neue Umfrage wird jeden Tag veröffentlicht, und die Antwort darauf wird mit 1 SB belohnt.

Einlösen:
- Eine Auswahl an beliebten Geschenkgutscheinen für große Einzelhändler ist mobil erhältlich, darunter Amazon, Walmart, Target und andere.

## Swagbucks für iOS und Android
Swagbucks hat mobile Apps sowohl bei Google Play als auch im App Store veröffentlicht, die es dem Benutzer ermöglichen, seine SB-Salden zu überprüfen, mobile Suchen durchzuführen, die tägliche Umfrage zu beantworten, Sonderangebote zu erstellen und SB für eine Auswahl beliebter Geschenkgutscheine für große Einzelhändler wie Amazon, Walmart, Target und andere einzulösen.

### Swagbucks TV
Swagbucks hat auch separate mobile Apps sowohl für Google Play als auch für den Apple App Store für die TV-Funktion Swagbucks veröffentlicht.

### Swagbucks Umfragen
Swagbucks hat eine neue mobile App bei Google Play und dem Apple App Store eingeführt, die speziell für die Teilnahme an Umfragen gedacht ist.